# Collioure
Collioure – miejscowość i gmina we Francji, w regionie Oksytania, w departamencie Pireneje Wschodnie.
Według danych na rok 1990 gminę zamieszkiwało 2726 osób, a gęstość zaludnienia wynosiła 209 osób/km² (wśród 1545 gmin Langwedocji-Roussillon Collioure plasuje się na 140. miejscu pod względem liczby ludności, natomiast pod względem powierzchni na miejscu 603.).

## Zabytki
Zabytki na terenie gminy posiadające status monument historique:
- budynak artylerii (Bâtiment de l'Artillerie)
- zamek królewski (Château royal de Collioure)
- klasztor dominikanów (Couvent des dominicains de Collioure)
- krzyż cmentarny (Croix de cimetière de Collioure)
- kościół Notre-Dame-des-Anges de Collioure (Église Notre-Dame-des-Anges de Collioure)
- Fort carré
- Tour de l'Étoile
- Fort Dugommier
- Fort Saint-Elme

## Galeria

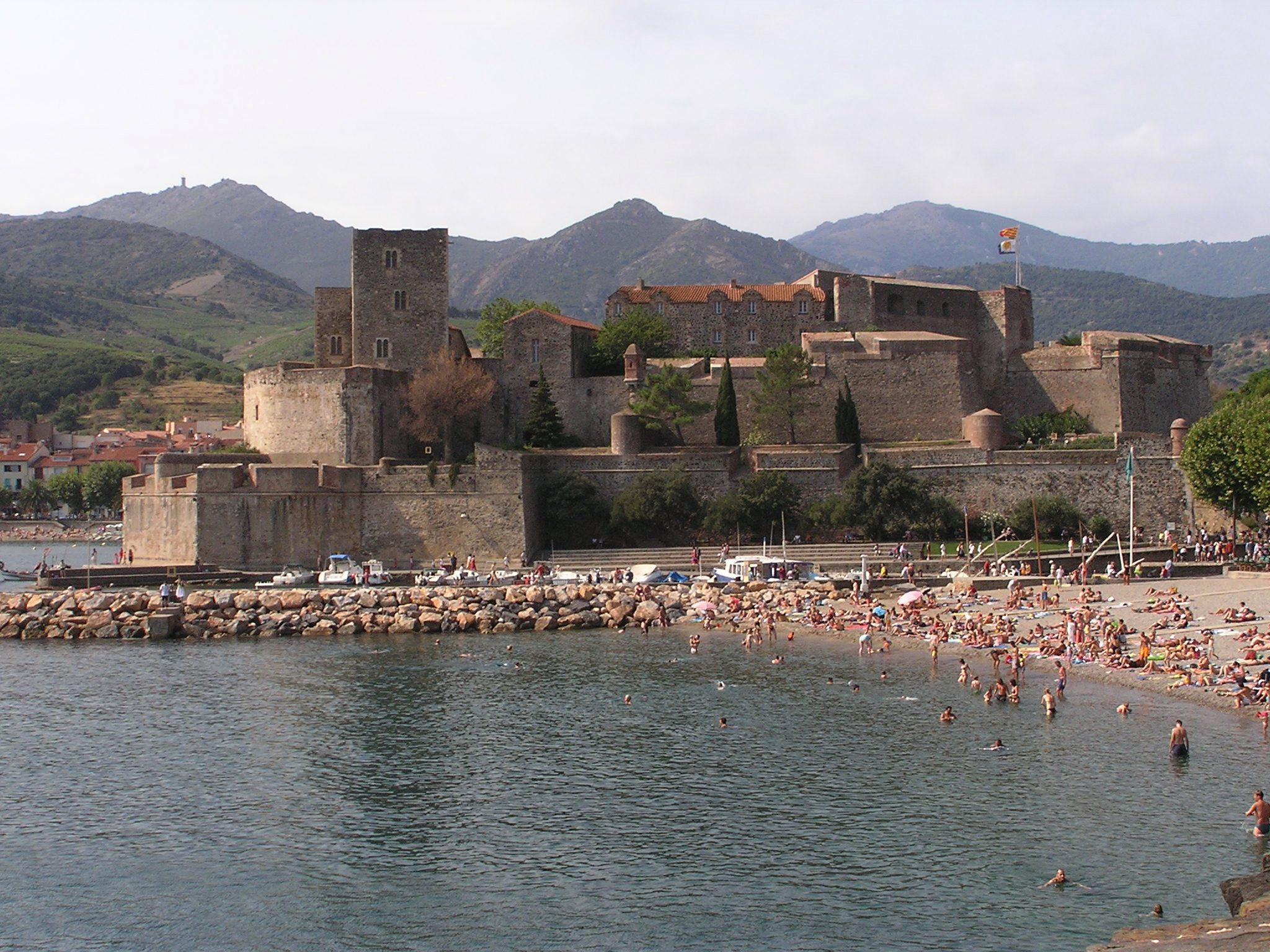
Twierdza w Collioure, 2005
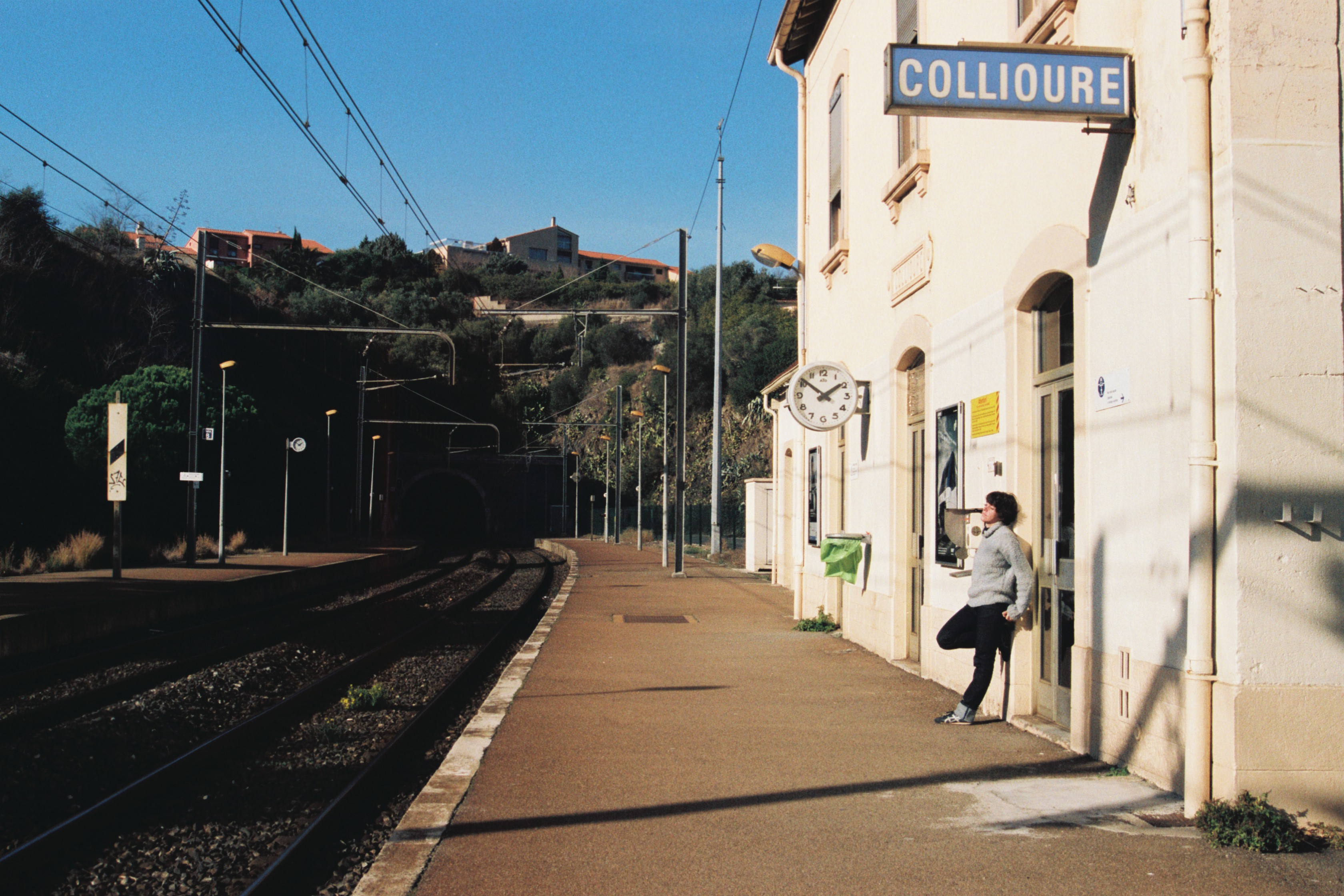
Stacja kolejowa w Collioure, 2007
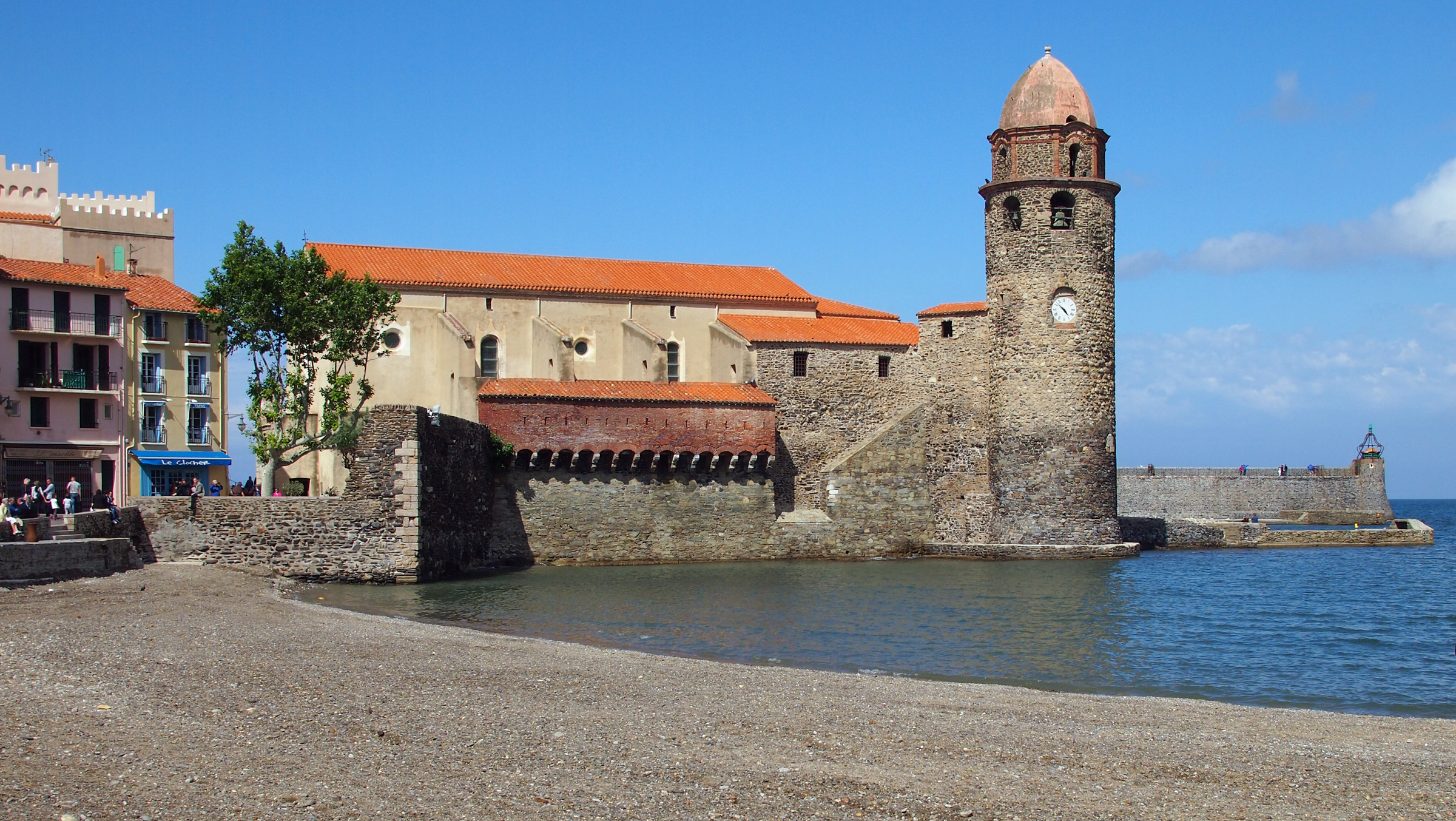
Kościół Notre-Dame-des-Anges, 2013

## Populacja

Populacja Collioure w latach 1962–2008